# Daillens
Daillens est une commune suisse du canton de Vaud, située dans le district du Gros-de-Vaud. Connue sous le nom de Dallens en 1109, elle fait partie du district de Cossonay entre 1798 et 2007. La commune est peuplée de 915 habitants en 2013. Son territoire, d'une surface de 549 hectares, se situe dans la région du Gros-de-Vaud.

## Géographie
La surface totale de la commune de Daillens représente 549 hectares qui se décomposent en : 79 ha de surfaces d'habitat et d'infrastructure, 359 ha de surfaces agricoles, 110 ha de surfaces boisées et enfin 1 ha de surfaces improductives (lacs et cours d'eau par exemple). Dans le détail en 2005, les aires industrielles et artisanales représentent 2,73 % du territoire communal, les maisons et bâtiments 4,19 %, les routes et infrastructures de transport 5,28 %, les zones agricoles 51,18 % et les zones arboricoles et viticoles moins de 1 %[réf. nécessaire].
Jusqu'à sa dissolution, la commune faisait partie du district de Cossonay. Depuis le 1er janvier 2008, elle fait partie du nouveau district du Gros-de-Vaud. Elle a des frontières communes avec Éclépens, Oulens-sous-Échallens, Bettens, Bournens, Penthaz, Penthalaz et Lussery-Villars.
Le territoire communal se trouve sur le plateau suisse, dans la région du Gros-de-Vaud. La frontière sud de la commune est marquée par la vallée creusée par le ruisseau de Malomba qui se jette ensuite dans la Venoge. Au nord, le territoire monte progressivement pour atteindre le point culminant de la commune avec 590 mètres d'altitude sur la colline de La Vernette. La frontière de l'est est marquée par le ruisseau de Pra Gouma alors de celle de l'ouest suit le cours canalisé de la Venoge.
En plus du village de Daillens, la commune compte encore plusieurs exploitations agricoles dispersées.

## Toponymie
Les premières mentions du village remontent à l'an 964 (in villa Dallingis), 1182 (Dallens), 1235 (Daliens), 1238 (Dalleins), 1453 (Daillens).
Daillens est vraisemblablement formé d'un nom de personne germanique tel que Dagalo, Dagila, Dahilo et du suffixe germanique -ingos. Ce suffixe, très répandu dans les cantons de Vaud et de Fribourg, signifie « chez les gens de », « dans le clan de ».

### Héraldique
| Armes de Daillens | Les armes de la commune de Daillens se blasonnent ainsi : D'azur à trois macles d'argent. Le village appartenait autrefois aux seigneurs de Dizy, qui sont attestés dès le XIIe siècle. Cette famille noble s'éteint dans les mâles au début du XVe siècle. En 1926, la commune reprend leurs armoiries avec les émaux de Cossonay. |

## Histoire
On a trouvé à Daillens une importante nécropole du Haut Moyen Âge. Une paroisse et une église dédiée à la Vierge sont mentionnées en 1228. Le territoire de Daillens est partagé en plusieurs seigneurs au Moyen Âge, et est réuni en une seigneurie en 1766. À l'époque bernoise, Daillens et Bettens forment une châtellenie qui dépend du bailliage de Morges. Le village fait ensuite partie du district de Cossonay entre 1798 et 2007, puis du district du Gros-de-Vaud.

## Population

### Gentilé et surnom
Les habitants de la commune se nomment les Daillenais ou Daillenets.
Ils sont surnommés les Ronge-Bouilli ou Mangeurs-de-Bouilli, les Fourmis-Rouges (pour leur esprit chicanier), les Blaireaux et les Traîneurs-de-Sabre,.

### Démographie
Daillens compte 1 062 habitants en 2023. Sa densité de population atteint 192 hab./km2.
En 2000, la population de Daillens est composée de 303 hommes (50,7 %) et 295 femmes (49,3 %). La langue la plus parlée est le français, avec 561 personnes (95,4 %). La deuxième langue est l'allemand (13 ou 2,2 %). Il y a 526 personnes suisses (89,5 %) et 62 personnes étrangères (10,5 %). Sur le plan religieux, la communauté protestante est la plus importante avec 344 personnes (58,5 %), suivie des catholiques (155 ou 26,4 %). 66 personnes (11,2 %) n'ont aucune appartenance religieuse.
La population de Daillens est de 405 habitants en 1850 et elle reste stable jusqu'en 1950, avant une baisse à 338 en 1970. Dès 1980, la population augmente très fortement, puisqu'elle est multipliée par 2,25 en 30 ans. Le graphique suivant résume l'évolution de la population de Daillens entre 1850 et 2010 :
| 1850 | 1860 | 1870 | 1880 | 1888 | 1900 | 1910 | 1920 | 1930 |
| ---- | ---- | ---- | ---- | ---- | ---- | ---- | ---- | ---- |
| 405  | 409  | 402  | 405  | 416  | 428  | 431  | 410  | 410  |

| 1941 | 1950 | 1960 | 1970 | 1980 | 1990 | 2000 | 2010 | - |
| ---- | ---- | ---- | ---- | ---- | ---- | ---- | ---- | - |
| 414  | 415  | 381  | 338  | 393  | 532  | 598  | 887  | - |

## Politique
Lors des élections fédérales suisses de 2011, la commune a voté à 41,88 % pour l'Union démocratique du centre. Les deux partis suivants furent le Parti socialiste suisse avec 17,86 % des suffrages et les Verts avec 13,12 %.
Lors des élections cantonales au Grand Conseil de mars 2011, les habitants de la commune ont voté pour le Parti libéral-radical à 36,68 %, les Verts à 19,33 %, le Parti socialiste à 17,74 %, l'Union démocratique du centre à 17,08 % et l'Alliance du centre à 9,17 %.	
Sur le plan communal, Daillens est dirigé par une municipalité formée de 5 membres et dirigée par un syndic pour l'exécutif et un Conseil communal, composé de 45 élus, dirigé par un président et secondé par un secrétaire, pour le législatif.

## Économie

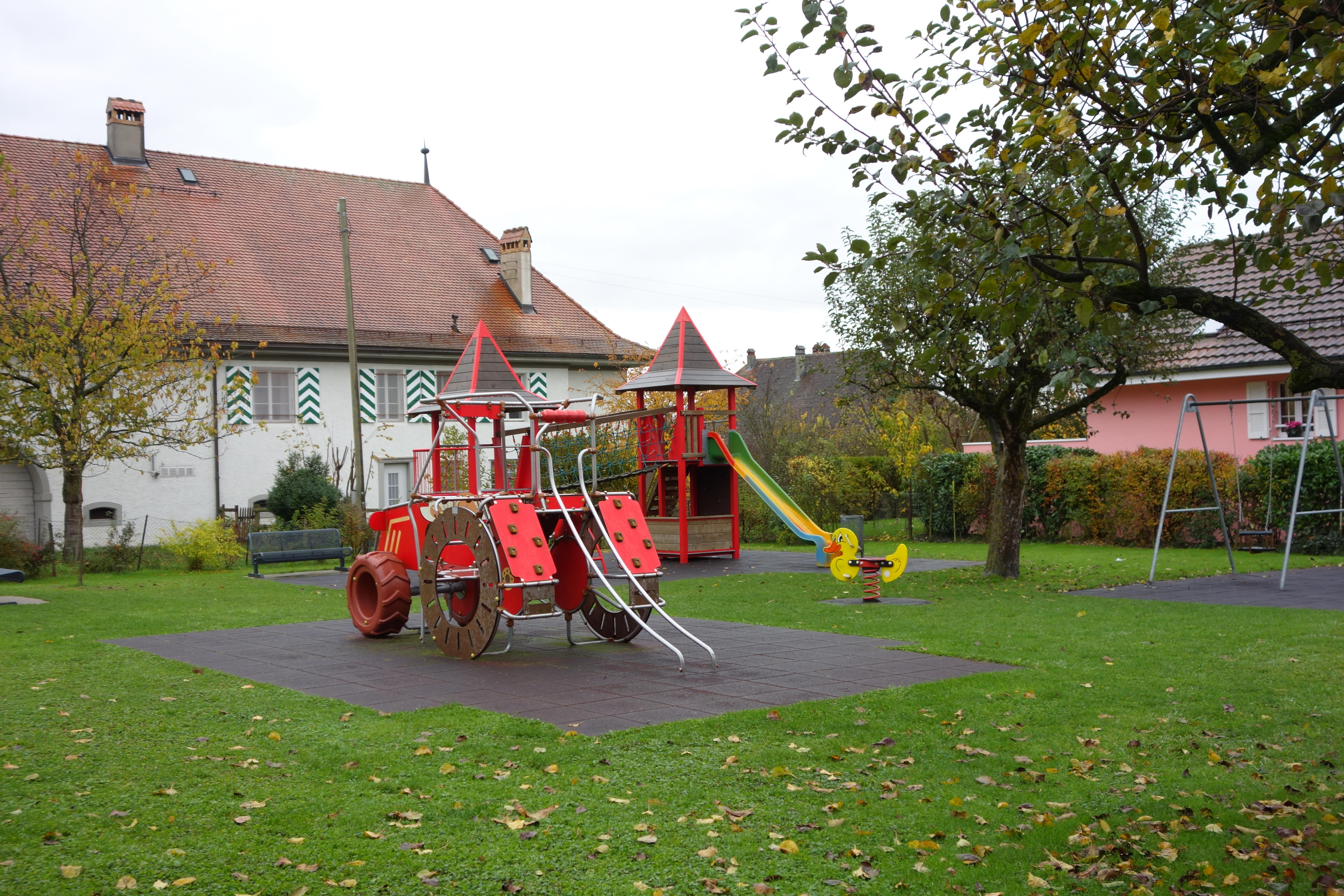
Aire de jeux
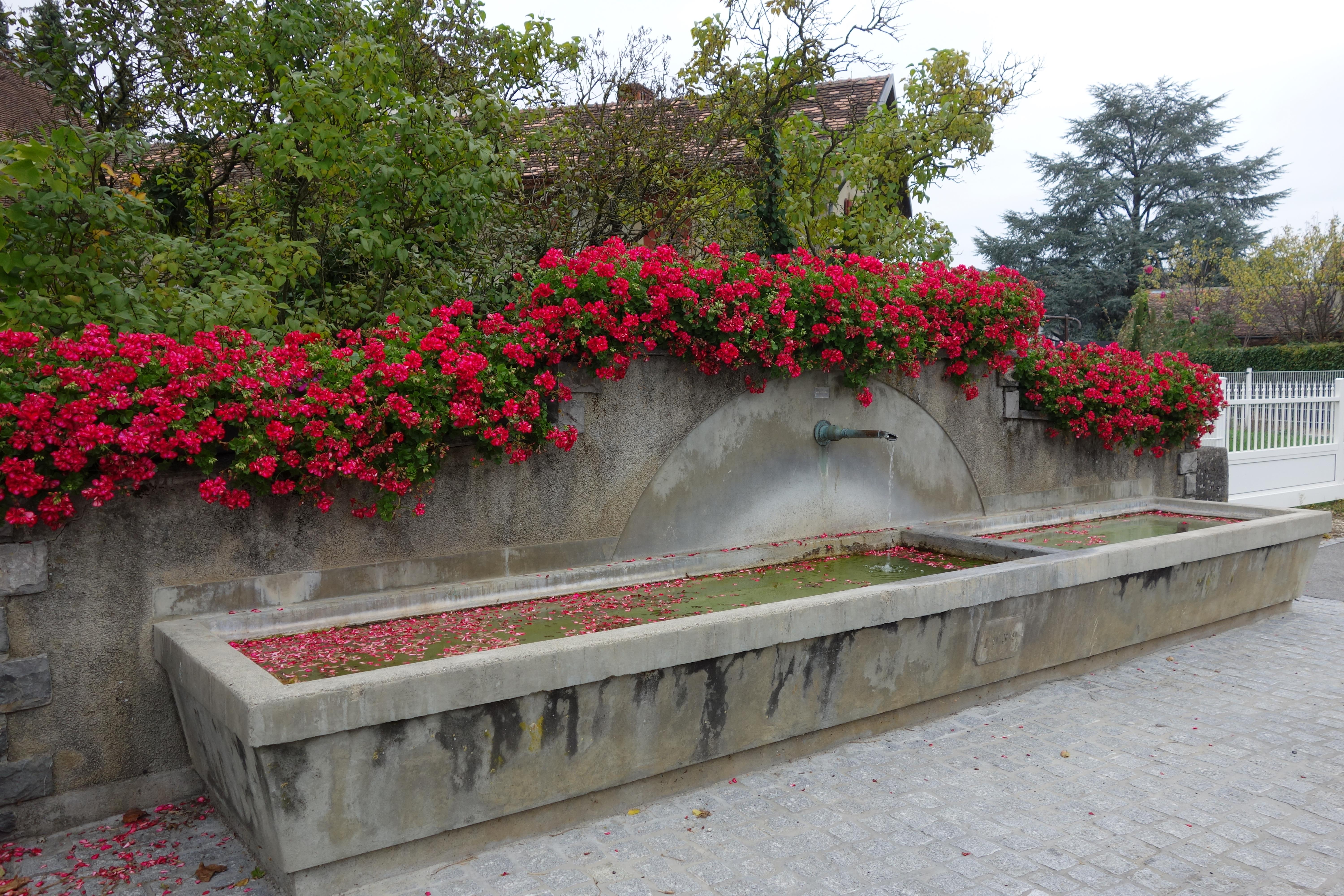
Fontaine
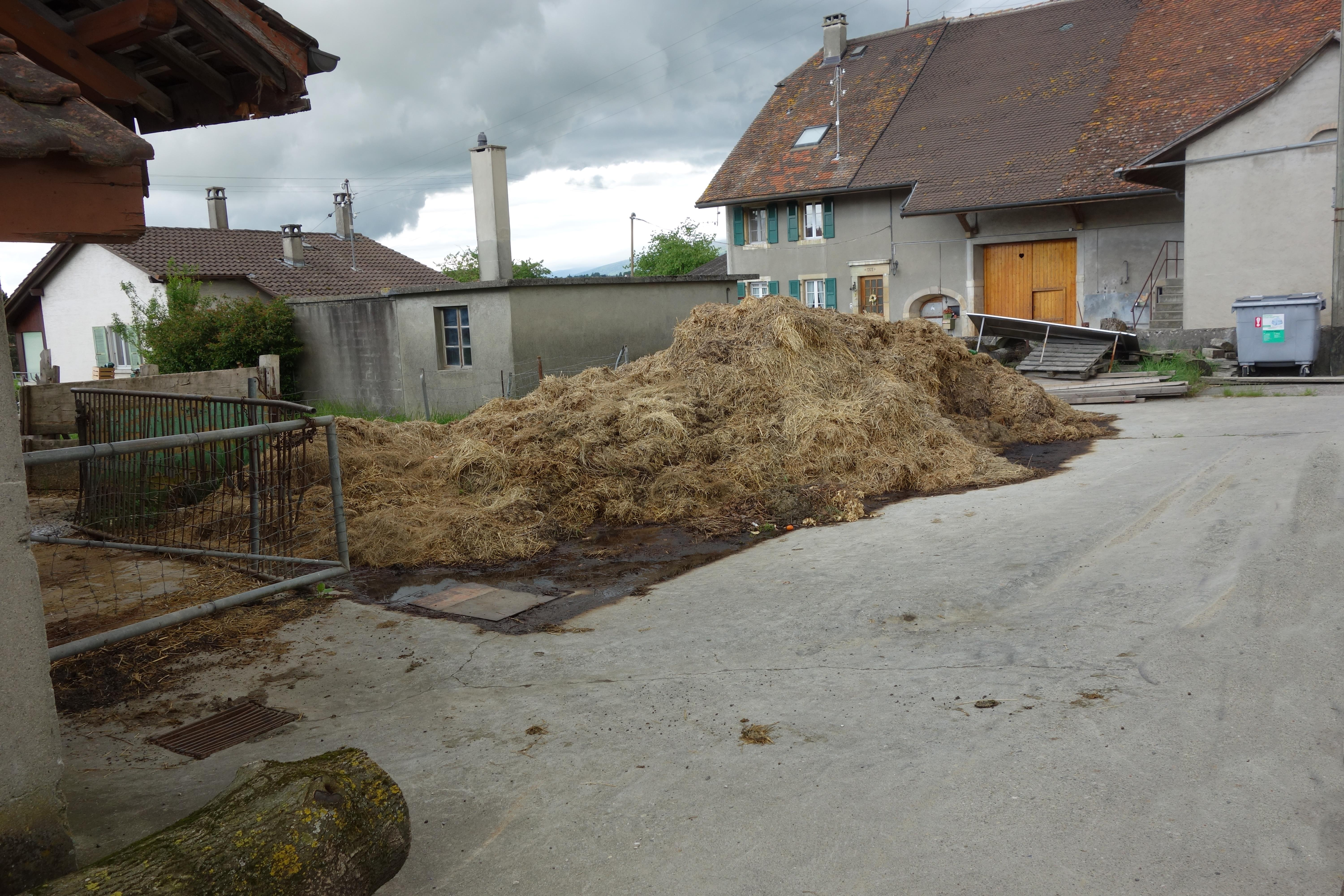
Ferme
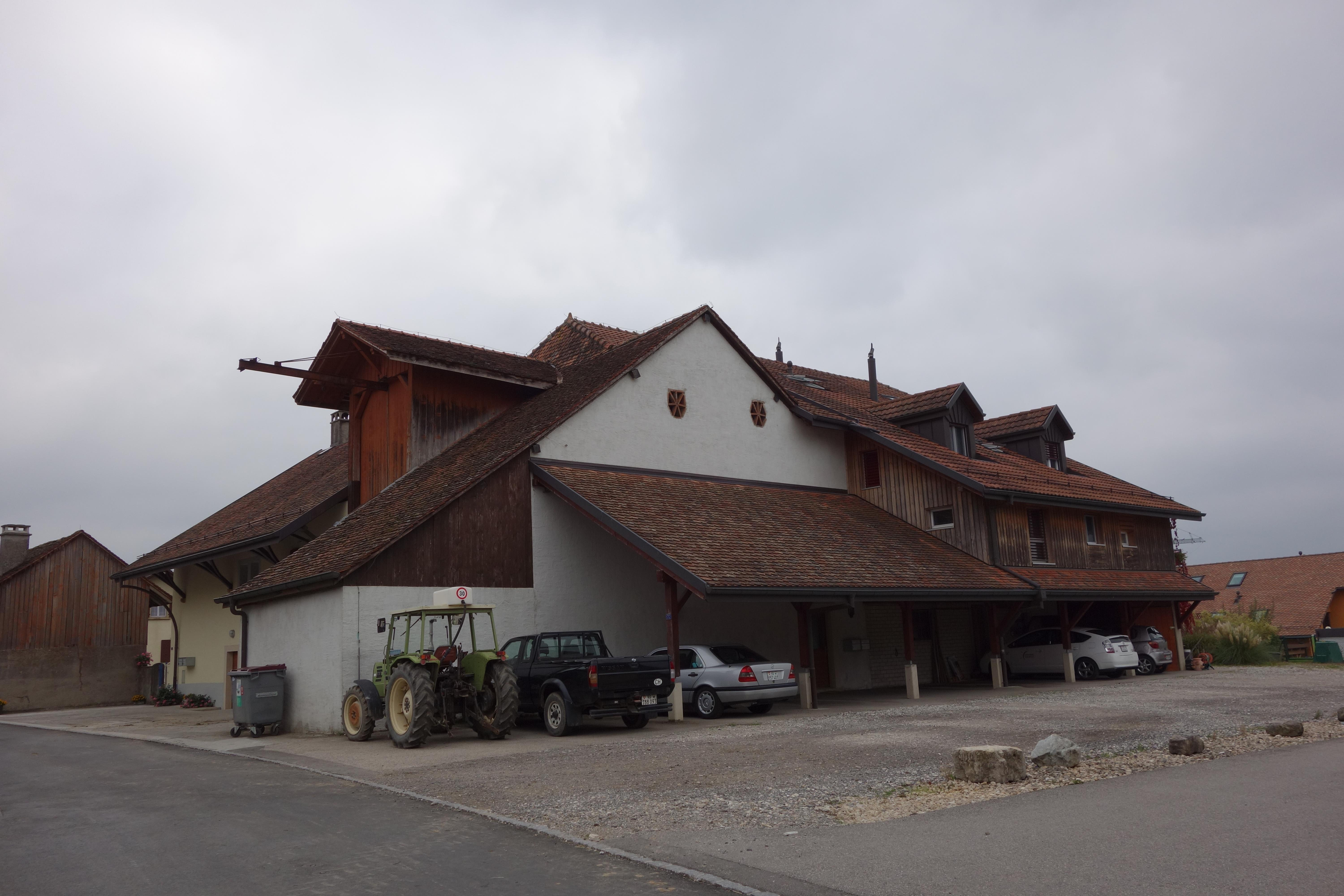
Vieille ferme

Jusqu'au milieu du XXe siècle, l'économie locale était principalement orientée vers l'agriculture et l'arboriculture fruitière qui ont toujours une certaine importance sur les emplois locaux. Entre 1971 et 1997, la commune a accueilli des entrepôts de la régie fédérale des alcools, remplacée dès 1999 par un centre de tri de La Poste suisse. Dans les dernières décennies, le village s'est transformé avec la création de plusieurs zones résidentielles occupées par des personnes travaillant principalement dans la région lausannoise ; cette transformation s'est accompagnée de la création de plusieurs entreprises locales, principalement de services.
La commune compte une boulangerie, ainsi qu'une auberge communale.

## Transports
Daillens fait partie de la communauté tarifaire vaudoise Mobilis. Le bus CarPostal reliant Échallens à Cossonay-Gare s'arrête dans la commune. La localité est également desservie par les bus sur appel Publicar, qui sont aussi un service de CarPostal. Depuis 2014, un service de bus intercommunal entre les communes de Lussery-Villars, Penthaz, Penthalaz et Daillens a été créé et se nomme PPDL.

## Patrimoine bâti

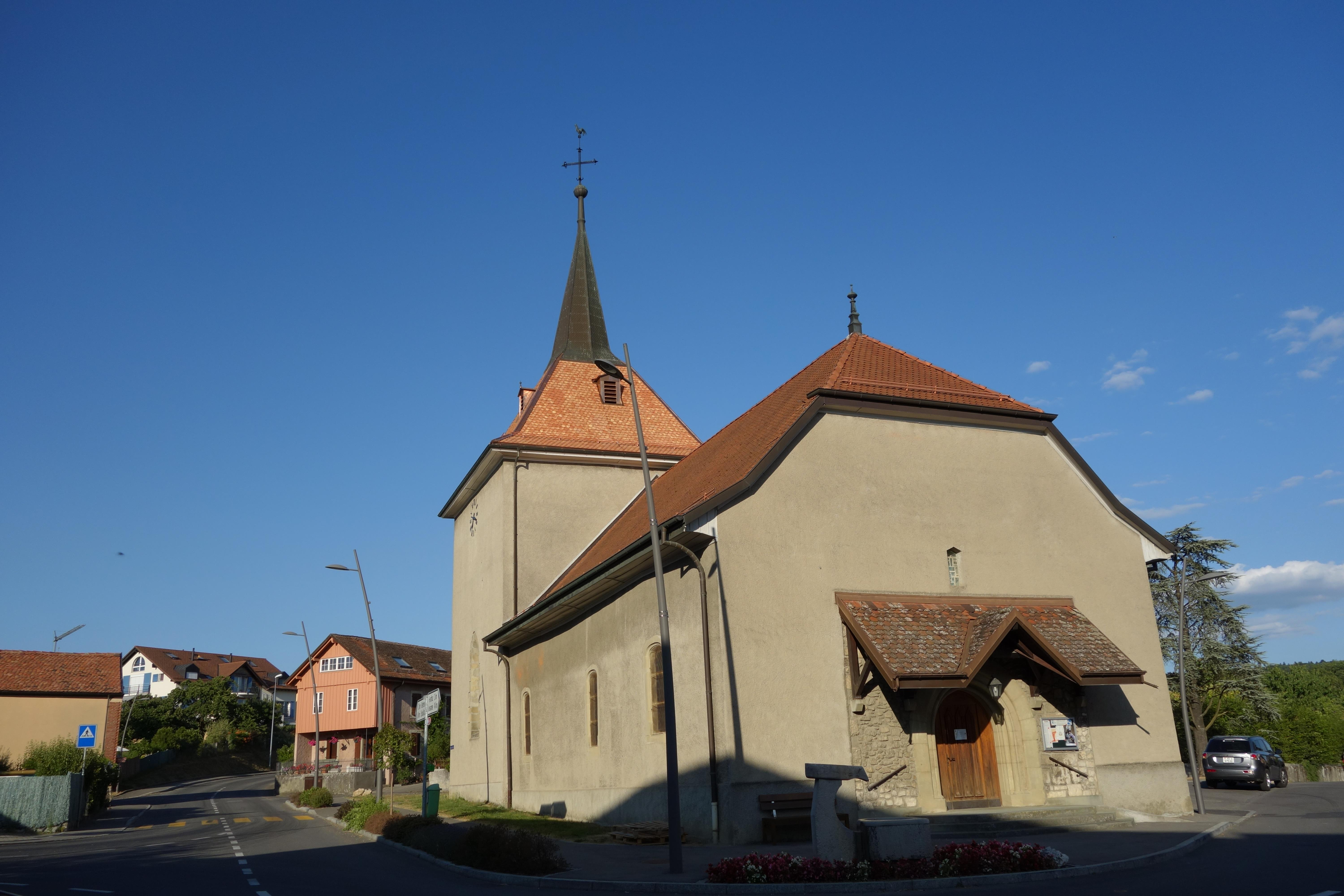
Le temple de Daillens
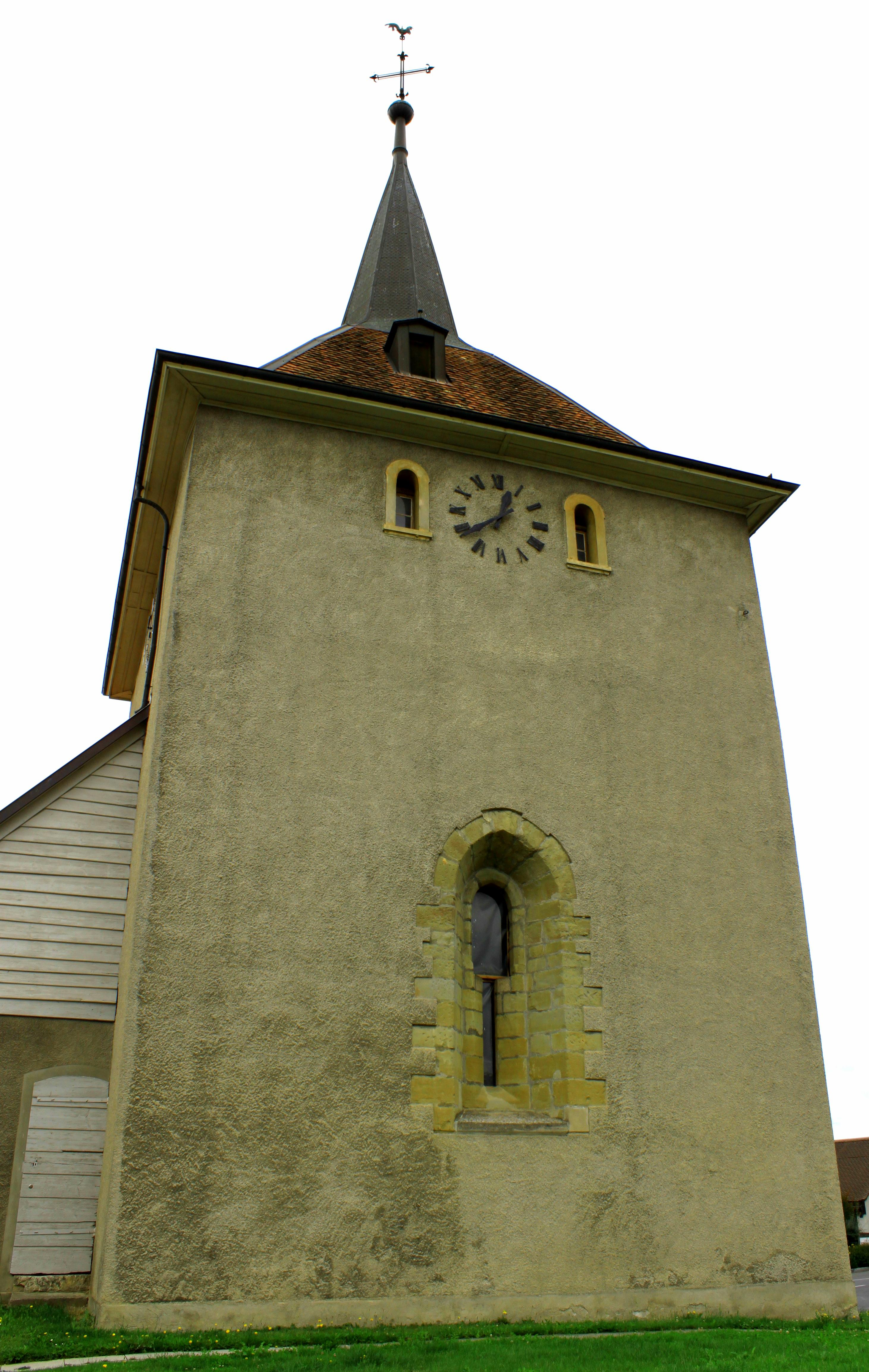
Le clocher du temple
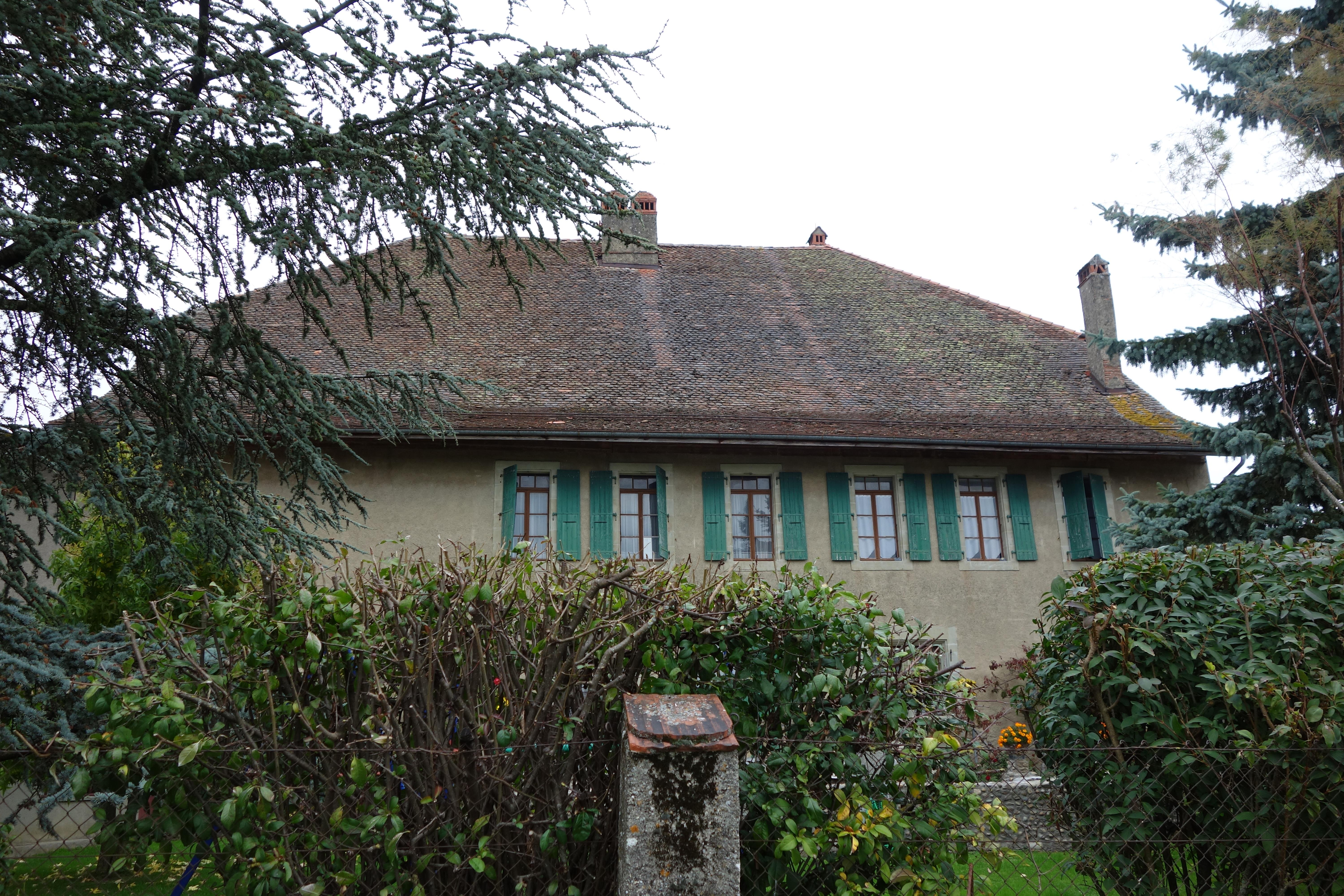
L'ancien château
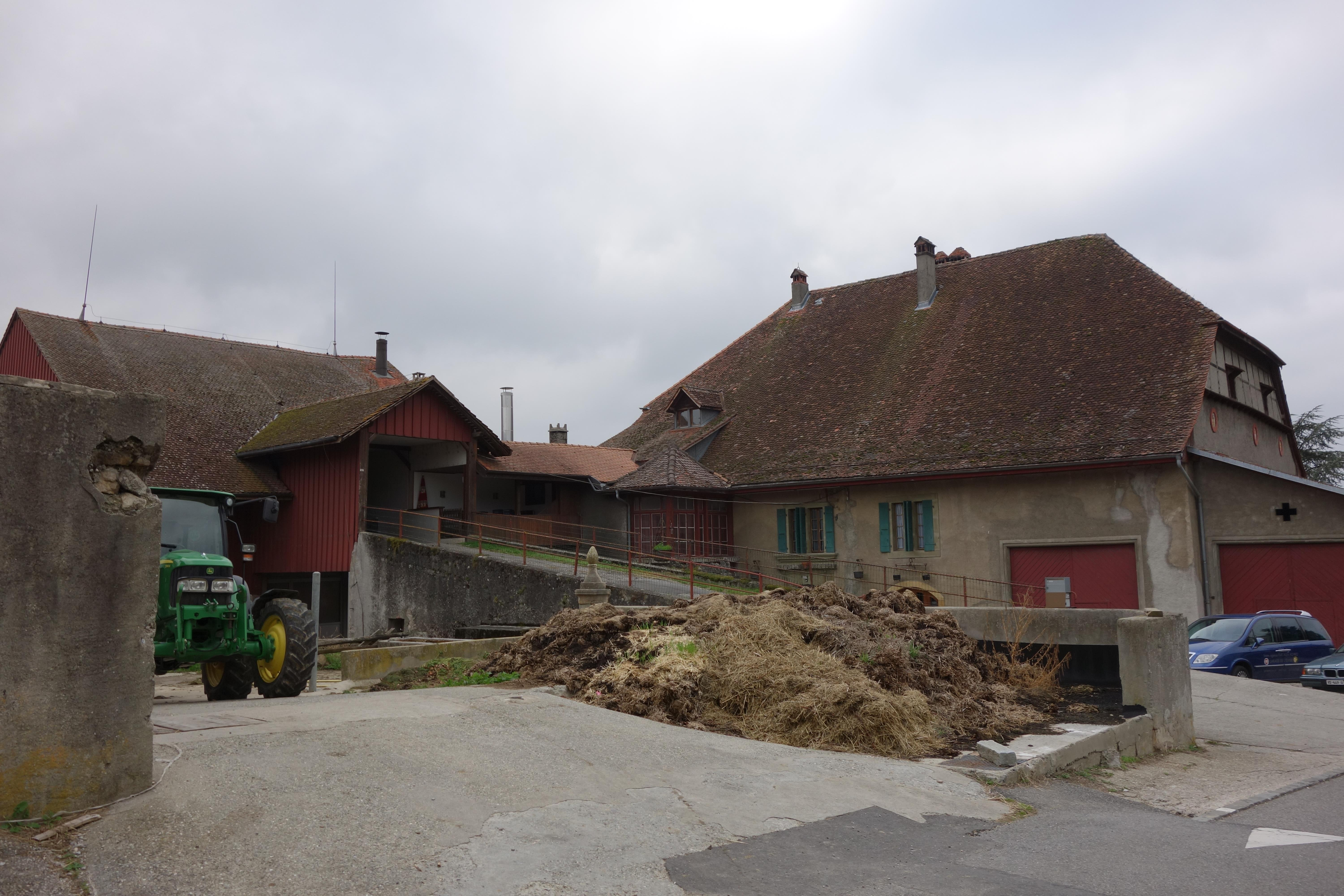
la ferme du château

Daillens compte sur son territoire un château du Moyen Âge. L’ancien chœur du temple de Daillens, abrite des peintures murales médiévales du XIVe siècle ; il est inscrit comme bien culturel suisse d'importance nationale.

## Personnalités
Le chansonnier Jean Villard, dit Gilles, est originaire de Daillens.

## Vie locale
La commune de Daillens compte plusieurs associations, parmi lesquelles une fanfare, un chœur mixte, une société de jeunesse et une section des dames paysannes, ainsi que des clubs de football, tir sportif et pétanque.

## Fonds d'archives
- Fonds : Archives de la Commune de Daillens (1500 -). Daillens : Commune de Daillens.